# Invitation
Pour les articles homonymes, voir Invitation (homonymie).
Une invitation est le fait de proposer à quelqu'un de se réunir en un même lieu pour participer à quelque chose, par exemple « Je vous invite au restaurant ce soir ».
Les différentes étapes d'une invitation sont codifiées par des règles de politesse qui indiquent le comportement acceptable pour la rédiger, la transmettre, l'accepter ou la refuser, ou plus précisément la décliner :
- la rédaction et l'émission de l'invitation par la personne qui invite, qui peut se concrétiser par l'envoi d'un carton d'invitation.
- la réception par la personne invitée de cette invitation, suivie de sa réponse.
- la participation à l'invitation avec remise d'un cadeau. En France

## Rédaction de l'invitation
Le carton d'invitation indique :
- l'émetteur de l'invitation ;
- la date et l'heure ;
- le lieu ;

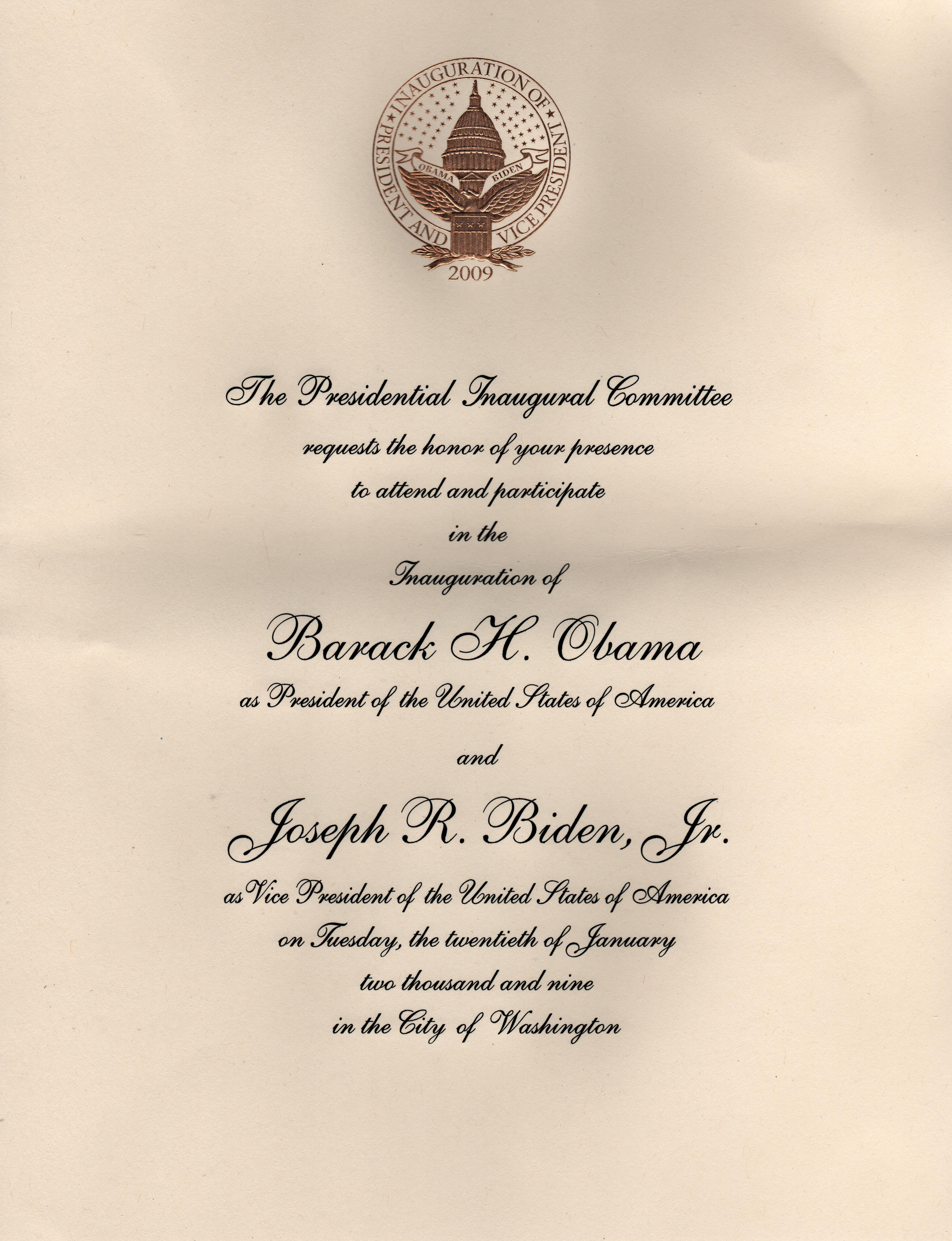
Invitation à la première investiture de Barack Obama

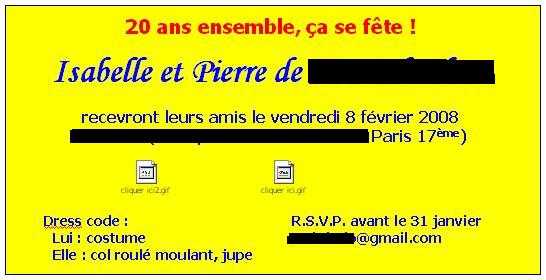
Invitation avec code vestimentaire : col roulé moulant, jupe, costume

- éventuellement le code vestimentaire ;
- et les modalités pour la réponse.

Le nom de la personne(s) invitée(s) est précisé sur l'enveloppe. Une personne dont le nom n'est pas indiqué sur l'enveloppe n'est pas invitée à l'événement en question. Par exemple si l'enveloppe indique M. et Mme Martin alors seul le couple est invité, sans les enfants. Dans le cas où toute la famille est invitée (parents et enfant(s)), il convient d'indiquer le prénom du (ou des) enfant(s) sur l'enveloppe ou la mention "et leur(s) enfant(s). 
Ce carton d'invitation peut être accompagné d'un plan indiquant les moyens d'accès au lieu de l'invitation.
Dans certains cas, l'émetteur de l'invitation précise le code vestimentaire (appelé « dress code » en anglais). C'est le cas par exemple dans les cérémonies officielles où le port des médailles est indiqué, de même dans les fêtes familiales ou entre amis où la tenue recommandée est précisée.
Dans l'exemple de l'illustration donnée, Isabelle et Pierre ont un attrait particulier pour le vêtement moulant, le col roulé en particulier. Ils organisent des soirées en précisant le code vestimentaire. L'illustration est la numérisation de leur invitation reçue par messagerie, en format .doc.

## Transmission de l'invitation
Le carton d'invitation est utilisé :
- dans les cérémonies officielles pour inviter les personnalités. Il est alors toujours transmis par courrier à ses destinataires ;
- dans les invitations privées, au sein de la famille, d'une association...

On utilise le mot « carton » car traditionnellement, l'invitation était imprimée sur un support cartonné, puis transmise à son destinataire par courrier, c'est-à-dire par voie postale. L'invitation peut être transmise aujourd'hui à son destinataire par courriel, c'est-à-dire par voie électronique. 
Les invitations doivent être adressées plusieurs jours à l'avance. Le délai pouvant être plus ou moins long en fonction des circonstances et de la solennité de l'invitation (de quelques jours pour un simple dîner, à plusieurs mois dans le cas d'un mariage). 

## Réponse
Les règles élémentaires de politesse imposent qu'au reçu d'une invitation, par voie orale, par voie postale ou par voie électronique, la personne invitée réponde par respect vis-à-vis de la personne qui invite, car celle-ci attend la réponse à son invitation,. Pour cela, l'émetteur précise les modalités de réponse sur le carton d'invitation, notamment la date limite pour répondre. Cela est généralement matérialisé par la formule « RSVP avant le » suivi d'une date, où RSVP signifie « répondez s'il vous plaît ».

## Participation, remise d'un cadeau
Si l'on accepte une invitation pour participer à un repas, une fête familiale, il est d'usage de remettre un cadeau à la personne qui invite. Ce cadeau est généralement remis au moment de l'arrivée, à la personne qui invite. 
Dans certains cas particuliers, ce cadeau pourra être un élément d'une liste de cadeaux déposés dans un magasin (cas des listes de mariage notamment).
Si l'invitation a un coût pour l'hôte, il semble évident que celui-ci l'endossera et s'en gardera bien de le mentionner à ses invités, pour des raisons de courtoisie. Aucune participation financière ne doit être donc réclamée aux invités.